# Fantástico
Fantástico (Fantástico: O Show da Vida) è un programma televisivo brasiliano trasmesso la domenica su TV Globo, in forma di rotocalco televisivo, dove vengono mescolati giornalismo, denuncia, sport, umorismo, teatro, musica e scienza. Diversi personaggi hanno presentato questo programma, in onda dal 1973, come Cid Moreira, Sérgio Chapelin, Valéria Monteiro, Dóris Giesse, Carolina Ferraz, William Bonner, Celso Freitas, Fátima Bernardes, Sandra Annenberg, Pedro Bial, Glória Maria Matta da Silva, Patrícia Poeta, Zeca Camargo, Renata Vasconcellos, Renata Ceribelli, Tadeu Schmidt. Attualmente a condurre sono Poliana Abritta e Maria Júlia Coutinho .